# Pulitzer-Preis 2024
Der Pulitzer-Preis 2024 war die 108. Verleihung des renommierten US-amerikanischen Literaturpreises. Die Preisträger wurden am 6. Mai 2024 vom Pulitzer Prize Board für Arbeiten des Jahres 2023 bekannt gegeben. Die Jury bestand aus 17 Personen unter dem Vorsitz von Neil Brown und Tommie Shelby.

## Preisträger

### Bereich Journalismus(Journalism)
| Kategorie                                                  | Preisträger                                                                   | Begründung |
| ---------------------------------------------------------- | ----------------------------------------------------------------------------- | --- |
| Dienst an der Öffentlichkeit (Public Service)              | ProPublica                                                                    | Preis verliehen für die Arbeit von Joshua Kaplan, Justin Elliott, Brett Murphy, Alex Mierjeski und Kirsten Berg zum Einfluss mehrerer Milliardäre auf Entscheidungen des Supreme Court                                                                                                   |
| Aktuelle Berichterstattung (Breaking News Reporting)       | Mitarbeiter des Lookout Santa Cruz                                            | Preis verliehen für ihre detaillierte Berichterstattung über die katastrophalen Überschwemmungen und Erdrutsche an einem Feiertagswochenende, die Tausende von Einwohnern obdachlos machten und über 1.000 Häuser und Geschäfte zerstörten                                               |
| Investigativer Journalismus (Investigative Reporting)      | Hannah Dreier, The New York Times                                             | Preis verliehen für eine gründlich recherchierte Artikelserie, die das erschreckende Ausmaß der Kinderarbeit von Migranten in den gesamten Vereinigten Staaten aufdeckt – und die Versäumnisse von Unternehmen und Regierungen, die sie aufrechterhalten                                 |
| Hintergrundberichterstattung (Explanatory Reporting)       | Sarah Stillman, The New Yorker                                                | Preis verliehen für ihren Bericht über den Umgang unseres Rechtssystems mit der Anklage wegen schweren Mordes (felony murder charge), die für farbige Gemeinschaften oft verheerende Folgen haben                                                                                        |
| Lokale Berichterstattung (Local Reporting)                 | Sarah Conway von City Bureau und Trina Reynolds-Tyler vom Invisible Institute | Preis verliehen für ihre investigative Serie über vermisste schwarze Mädchen und Frauen in Chicago, die enthüllte, wie systemischer Rassismus und Vernachlässigung durch die Polizei zur Krise beitrugen                                                                                 |
| Berichterstattung im Inland (National Reporting)           | Mitarbeiter von Reuters                                                       | Preis verliehen für eine Artikelserie über Elon Musk und sein Geschäftsgebaren im Bereich Automobil- und Luftfahrt, die zu offiziellen Untersuchungen der Praktiken seiner Unternehmen in Europa und den Vereinigten Staaten führten                                                     |
| Berichterstattung im Inland (National Reporting)           | Mitarbeiter der Washington Post                                               | Preis verliehen für ihre ernüchternde Untersuchung des halbautomatischen Gewehrs AR-15 und seiner Bedeutung für Amokläufe und Anschläge in den Vereinigten Staaten |
| Auslandsberichterstattung (International Reporting)        | Mitarbeiter der New York Times                                                | Preis verliehen für ihre umfassende Berichterstattung zum Terrorangriff der Hamas auf Israel 2023, dem Versagen des israelischen Geheimdienstes und zur radikalen und tödlichen Antwort (sweeping, deadly response) des israelischen Militärs (siehe Krieg in Israel und Gaza seit 2023) |
| Feature Writing (Feature Writing)                          | Katie Engelhart, The New York Times                                           | Preis verliehen für ihr unvoreingenommenes Porträt der rechtlichen und emotionalen Probleme einer Familie während der fortschreitenden Demenz einer Matriarchin |
| Kommentar (Commentary)                                     | Vladimir Kara-Murza, The Washington Post                                      | Preis verliehen für seine leidenschaftlichen Kolumnen, die er unter großer persönlicher Gefahr aus einem russischen Gefängnis heraus schrieb, in denen er die Folgen abweichender Meinungen in Wladimir Putins Russland beschrieb und auf eine demokratische Zukunft für sein Land setzt |
| Kritik (Criticism)                                         | Justin Chang, Los Angeles Times                                               | Preis verliehen für seine eindrucksvollen und genreübergreifenden Filmkritiken |
| Leitartikel (Editorial Writing)                            | David E. Hoffman, The Washington Post                                         | Preis verliehen für eine gut recherchierte Artikelserie über neue Technologien und die Taktiken, mit denen autoritäre Regime im digitalen Zeitalter Andersdenkende unterdrücken, und wie sie bekämpft werden können                                                                      |
| Karikatur (Illustrated Reporting and Commentary)           | Medar de la Cruz, The New Yorker                                              | Preis verliehen für seine Schwarz-Weiß-Karikaturen, die im Gefängnis von Rikers Island spielen |
| Aktuelle Fotoberichterstattung (Breaking News Photography) | Fotografen von Reuters                                                        | Preis verliehen für ihre unverfälschten und eindringlichen Fotos von Terrorangriff der Hamas auf Israel 2023 und die ersten Wochen des verheerenden Angriffs Israels auf Gaza dokumentieren                                                                                              |
| Feature-Fotoberichterstattung (Feature Photography)        | Fotografen von Associated Press                                               | Preis verliehen für ergreifende Bilder vom beispiellosen Zustrom von Migranten auf ihrer beschwerlichen Reise von Kolumbien zur Grenze der Vereinigten Staaten |
| Audio-Berichterstattung (Audio-Reporting)                  | Mitarbeiter des Invisisble Institute und von USG Audio                        | Preis verliehen für eine eindrucksvolle Artikelserie über ein Hassverbrechen im Chicago der 1990er Jahre |

### Bereich Literatur, Theater und Musik(Books, Drama & Music)
| Kategorie                                              | Preisträger |
| ------------------------------------------------------ | --- |
| Belletristik (Fiction)                                 | Night Watch von Jayne Anne Phillips                                                                             |
| Theater (Drama)                                        | Primary Trust von Eboni Booth                                                                                   |
| Geschichte (History)                                   | No Right to an Honest Living: The Struggles of Boston’s Black Workers in the Civil War Era von Jacqueline Jones |
| Biographie (Biography)                                 | King: A Life von Jonathan Eig                                                                                   |
| Memoiren oder Autobiographie (Memoir or Autobiography) | Liliana's Invincible Summer: A Sister's Search for Justice by Cristina Rivera Garza                             |
| Dichtung (Poetry)                                      | Tripas: Poems von Brandon Som                                                                                   |
| Sachbuch (General Nonfiction)                          | A Day in the Life of Abed Salama: Anatomy of a Jerusalem Tragedy von Nathan Thrall                              |
| Musik (Music)                                          | Adagio (for Wadada Leo Smith) von Tyshawn Sorey                                                                 |